# Dominik Saladin
Dominik Saladin (29 maggio 1969) è un ex schermidore svizzero.

## Biografia
Nei campionati europei di scherma ha conquistato una medaglia d'oro a Copenaghen nel 2004, nella gara di spada a squadre.

## Palmarès
In carriera ha conseguito i seguenti risultati:
- Europei di scherma

Copenaghen 2004: oro nella spada a squadre.